# Chiesa di San Ferdinando Re (Torre di Fine)
La chiesa di San Ferdinando Re è la parrocchiale di Torre di Fine, frazione di Eraclea (VE).

## Storia
La prima chiesa di Torre di Fine venne costruita nel 1889, per interessamento di tale Ferdinando Buscarato. Detta chiesetta venne benedetta il 12 maggio dello stesso anno dal patriarca di Venezia.
Questo edificio fu distrutto durante la prima guerra mondiale. Nel 1920 le celebrazioni ripresero in una baracca adibita a chiesa. L'attuale chiesa di San Ferdinando venne edificata nel 1929 e divenne parrocchiale il 1º luglio 1949. Nel 1966 furono costruiti il portico e le due navatelle laterali. 
Tra il 2006 e il 2007 la parrocchiale venne completamente restaurata.